# Pudaengon hinpoon
Pudaengon hinpoon is een krabbensoort uit de familie van de Potamidae. De wetenschappelijke naam van de soort is voor het eerst geldig gepubliceerd in 1995 door Ng & Naiyanetr.